# Мужская сборная Нидерландов по хоккею на траве
Мужская сборная Нидерландов по хоккею на траве — мужская сборная по хоккею на траве, представляющая Нидерланды на международной арене. Управляющим органом сборной выступает Конфедерация хоккея Нидерландов.
Сборная является одной из сильнейших в мире, занимает (по состоянию на 16 июня 2014) 2-е в рейтинге Международной федерации хоккея на траве (FIH). Три раза выигрывала титул чемпионов мира, дважды была первой на Олимпийских играх, восемь раз являлась победительницей Трофея чемпионов.